# Félix Dupanloup

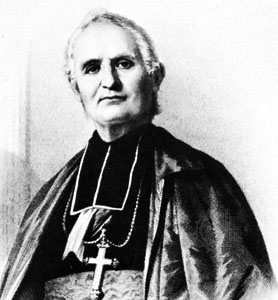
Félix Dupanloup

Félix Antoine Philibert Dupanloup (* 3. Januar 1802 in Saint-Félix, Obersavoyen; † 11. Oktober 1878 auf Schloss Lacombe bei Grenoble) war ein französischer Publizist und römisch-katholischer Bischof von Orléans.

## Leben
Félix Dupanloup empfing am 17. Dezember 1825 die Priesterweihe. Er war von 1834 bis 1845 bischöflicher Gymnasialdirektor in Paris (Seminar von Saint-Nicolas-du-Chardonnet), später Rhetorikprofessor an der Sorbonne. Zudem war er Direktor des Journals L’ami de la religion („Freund der Religion“).
Zeitweilig leitete Dupanloup das Knabenseminar Petit Séminaire de la Chapelle-St-Mesmin in der Nähe von Orléans, wo er auch den jungen Paul Gauguin in katholischer Liturgie und Philosophie unterrichtete, was dessen künstlerische Entwicklung stark beeinflussen sollte.
Félix Dupanloup wurde am 19. April 1849 zum Bischof von Orléans gewählt und am 28. September 1849 von Papst Pius IX. bestätigt. Der Erzbischof von Paris, Auguste Sibour, spendete ihm am 9. Dezember 1849 die Bischofsweihe. Mitkonsekratoren waren Louis Blanquart de Bailleul, Erzbischof von Rouen, sowie Jean-Nicaise Gros, Bischof von Versailles. Dupanloup blieb bis zu seinem Tode 1878 im Amt. Er trat zeitlebens für die Freiheit der Kirche (libertas ecclesiae) ein.
Er hielt 1870 die Definition der päpstlichen Unfehlbarkeit durch das Konzil zwar für inopportun, erkannte das Dogma aber sofort an.
1875 trat er als Mitglied der Académie française zurück, um gegen die Wahl von Émile Littré, dem Autor des Dictionnaire de la langue française, zu protestieren. Im selben Jahr veröffentlichte er sein Buch Étude sur la Franc-Maçonnerie gegen die Freimaurerei. Ebenfalls 1875 wurde er als Sénateur inamovible in den Senat gewählt.
Félix Antoine Philibert Dupanloup starb 1878 im Alter von 76 Jahren. Sein im Jahr 1886 von Henri Chapu geschaffenes marmornes Grabmal steht seit 1888 in Orléans in der Kathedrale Sainte-Croix.

## Schriften (Auswahl)
- De la haute éducation intellectuelle, éd. Douniol, 1866 (1re éd. 1857)
- Der Atheismus und die sociale Gefahr, 1867 in deutscher Übersetzung
- L’Evèque d’Orléans: Etude sur la Franc-Maçonnerie. Paris 1875; in deutscher Übersetzung: Die Freimaurerei. Mainz 1875